# Izotopia grupoidów
Dwa grupoidy {\displaystyle (G,\circ )} i {\displaystyle (G,\cdot ),} określone na tym samym zbiorze {\displaystyle G} nazywa się grupoidami izotopijnymi, jeśli istnieją takie permutacje {\displaystyle \rho :G\to G,} {\displaystyle \sigma :G\to G} i {\displaystyle \tau :G\to G,} że dla dowolnych {\displaystyle a,b\in G{:}}
{\displaystyle a\circ b=\tau (\rho a\cdot \sigma b)}.

## Własności
1. Grupoidy izomorficzne są izotopijne. Wtedy {\displaystyle \rho =\sigma =\tau ^{-1}} i izomorfizmem jest {\displaystyle \tau ^{-1}.}